# Percefleur cannelle
Diglossa baritula
Espèce
Statut de conservation UICN

 LC  : Préoccupation mineure
Le Percefleur cannelle (Diglossa baritula) est une espèce de passereau appartenant à la famille des Thraupidae.